# 阎同茂
阎同茂（1922年—2016年6月24日），河北深州人。1938年参加八路军，同年加入中国共产党。中国人民解放军中将。
曾任晋察冀军区班长、排长、连政治指导员、营副政治教导员、营长，华北军区第3纵队团参谋长、副团长、代团长；参加了冀中五一反“扫荡”和石家庄、平津、太原等战役。1951年参加抗美援朝后，任志愿军第63军某团团长，回国后历任副师长兼参谋长、师长，第63军副军长、军长。
1982年，任北京军区副司令员，随后兼任北京卫戍区司令员。
1955年9月被授予上校军衔，1988年9月被授予中国人民解放军中将军衔。曾获三级独立自由勋章，三级解放勋章。
2016年6月24日22时10分在北京逝世。